# Malena (tango)
Malena es una famosa canción de tango cuya letra fue escrita por Homero Manzi y la música por Lucio Demare en 1941. Fue interpretado por primera vez por la orquesta de Lucio Demare en la boite Novelty, cantado por Juan Carlos Miranda. Esta versión fue registrada en la película El viejo Hucha, dirigida por Lucas Demare y con Osvaldo Miranda haciendo la fono-mímica. La película fue estrenada el 29 de abril de 1942. El 8 de enero de 1942, la canción fue grabada en RCA Victor por la orquesta de Aníbal Troilo, con la voz de Francisco Fiorentino, con gran éxito. Ha sido considerado uno de los más bellos tangos de todos los tiempos.

## La letra
La letra escrita por Homero Manzi, tiene dos partes separadas por un estribillo. Está referida a la manera apasionada de cantar el tango, que tiene Malena. A Manzi le impresiona el "tono oscuro" del canto de Malena, su "voz de sombra", su "voz quebrada" que la lleva a cantar "el tango como ninguna" y a identificarse de tal modo con el tango que Manzi concluye atribuyéndole la quinta esencia tanguera: "Malena tiene pena de bandoneón".
En el estribillo el poeta pasa a hablarle directamente a Malena, para decirle lo que siente al escucharla cantar. Le cuenta entonces como lo emociona esa canción fría y amarga que ella canta, hecha "en la sal del recuerdo", para terminar confesándole que frente a alguien capaz de exponer su dolor de esa manera, solo puede sentir su bondad: "te siento más buena, más buena que yo".
Con "Malena", Homero Manzi introdujo la metáfora en el tango, influyendo en letristas como Homero Expósito y Cátulo Castillo. Manzi, a su vez, fue influenciado por el surrealismo francés, y poetas como Pablo Neruda y Federico García Lorca.

## La música
Lucio Demare ha contado que:

La música de "Malena" la hice en no más de 15 minutos. Manzi me había entregado los versos unos diez días atrás. Pensé: "Esta noche va a venir Manzi y por lo menos le voy a decir como empieza el tango". Entonces me senté en un café y lo escribí de corrido, sin pulir y sin cambiar nada. Fue en el verano de 1942, en El Gran Guindado, un bar de Acevedo y Libertador, frente al Zoológico, ya lo tiraron abajo.

Sin embargo, la línea melódica de "Malena" remite al Choros  No. 1 para guitarra, del compositor brasilero Heitor Villa-Lobos, escrito en 1920. Justamente se menciona como posible origen del personaje principal del tango, a una cantante argentina en Brasil, conocida durante un viaje de Manzi.
A pesar de esto, Malena fue uno de los tangos que dieron inicio a la mítica "década del 40" del tango, la "década prodigiosa" de este estilo rioplatense. Lucio Demare, junto a Juan D'Arienzo y Carlos Di Sarli fueron los músicos que, desde los últimos años de la década de 1930 elaboraron la nueva musicalidad tanguera, orientada al baile y la milonga, que caracterizó a los años 40.

## Circunstancias relacionadas

### ¿Quién fue Malena?
Los historiadores discuten quién era Malena. La inspiración directa parece haber sido Malena de Toledo, nombre artístico de Elena Tortolero, a quien Manzi habría oído cantar en 1941, en Brasil, probablemente en São Paulo, aunque existen testimonios que dicen que fue en Porto Alegre. Malena de Toledo fue una cantante nacida -probablemente- en Chile o en la Provincia de Santa Fe en 1916, y fallecida el 23 de enero de 1960, en Montevideo. Al parecer pasó su niñez en Porto Alegre, y vivió en São Paulo, Venezuela y Buenos Aires, donde tuvo su domicilio en la calle Maipú 746, planta baja, departamento "A", entre Córdoba y Viamonte. Estuvo casada con Genaro Salinas, un conocido cantante de boleros mexicano, con quien tuvo dos hijos, Concepción y Genaro. En 1959 se reunió con Lucio Demare, en la sala "Le Mans". Su tumba se encuentra en el Panteón de los Artistas, en el Cementerio de la Chacarita, de Buenos Aires. El historiador Benedetti, refiere en su libro Las mejores letras de tango, una leyenda que él recopiló, según la cual «Malena de Toledo tenía este tango en su repertorio sin sospechar que se llamaba así por ella, y que cuando se lo señalaron quedó tan impresionada que dejó de cantar para siempre».
Sin embargo diversos estudiosos han sostenido también que Malena de Toledo puede haber sido la inspiradora directa y sobre todo del nombre de la canción, pero no la persona real a la que le escribió Manzi. En esta línea se ha dicho que Malena era Nelly Omar, con quien el poeta mantuvo una relación amorosa, una versión que la propia cantante sostiene.

–Sí, Manzi me lo escribió en México. Le mandó la letra a Demare, Demare la puso en un bolsillo y se la olvidó. Cuando vino Manzi le reclamó: “¿Qué hiciste con la letra que te mandé?”. Y ahí hicieron el tango.

Era común que Homero Manzi dedicara letras de tango a Nelly Omar, y algunos ejemplos son : Solamente ella, Ninguna y Su carta no llegó.
También se dice que se trataba en realidad de Azucena Maizani, algo que esta siempre negó. Diversos testigos de la época han sostenido también otras versiones, como la de una cantante de una cantina de La Boca, una modista aficionada al canto.

### Usos del nombre vinculados al tango
Debido a una serie de coincidencias relacionadas con el tango Malena, SADAIC estableció el día 6 de marzo, como Día de las Malenas.
Lucio Demare instaló una tanguería llamada Malena al Sur, en Balcarce 860, barrio de San Telmo, que funcionó entre 1969 y 1977, tres años después de su muerte.

## Versiones
Malena es uno de los tangos más interpretados de la historia. Las dos interpretaciones históricas originales fueron la de Juan Carlos Miranda doblando a Osvaldo Miranda con la orquesta de Lucio Demare registrada en la película El viejo Hucha (1942) y la de Francisco Fiorentino, con la orquesta de Aníbal Troilo, grabada por RCA Víctor en el mismo año.
Entre otras versiones realizadas por músicos y cantantes de tango de relieve se destacan las que realizara Azucena Maizani (Victor 39550, 1942), Héctor de Rosas con Astor Piazzolla y su Quinteto (Piazzolla, 1962), Roberto Goyeneche con la Orquesta Típica Porteña de Raúl Garello (El cantor de Buenos Aires, 1968), Edmundo Rivero con la Orquesta de Mario Demarco (Tangos que hicieron época, ca. 1970), Roberto Rufino con la Orquesta Osvaldo Requena (Bandoneón de mi ciudad, 1973), y Adriana Varela, sobre todo la versión que esta última realiza con el Sexteto Mayor (Trottoirs de Buenos Aires, 1980). Entre las versiones instrumentales, pueden mencionarse la que realizan Horacio Salgán y Ubaldo de Lío, en dúo de piano y guitarra (Tango Vol. 1, 1988) y la versión elaborada que realiza la Orquesta Color Tango, dirigida por Roberto Álvarez (Con estilo... para bailar - Vol. 2, 1998). Una versión especial es la que realiza la cantautora María José Demare, sobrina de Lucio Demare (María José Demare, 2008).
También deben mencionarse las versiones realizadas por músicos ajenos al tango, como las del baladista español Joan Manuel Serrat en el programa de televisión "Querido Cabarett" (TVE, 1990), o el rockero argentino Andrés Calamaro (El Salmón, 2000)
Entres versiones más modernas, cabe citar la grabación por la cantautora uruguaya Marisol Redondo, aparecida en su álbum "Volver" o la reciente versión de la Flirtango Orchestra en su álbum debut "De Raíz".
En Internet es relativamente habitual encontrar la letra de Malena asociada a Carlos Gardel, pero se trata de un error, ya que Gardel murió cinco años antes de que se compusiera la canción.